# Eduard Pawłow
Eduard Eduardowycz Pawłow, ukr. Едуард Едуардович Павлов, ros. Эдуард Эдуардович Павлов, Eduard Eduardowicz Pawłow (ur. 9 lipca 1965 w Ługańsku) – ukraiński piłkarz, grający na pozycji obrońcy, trener piłkarski.

## Kariera piłkarska

### Kariera klubowa
Wychowanek DJuSSz Dynamo Kijów. Pierwszy trener Wjaczesław Semenow. Rozpoczął karierę piłkarską w klubie Metałurh Dnieprodzierżyńsk. Bronił barw Awanhardu Równe, a następnie służył w SKA Odessa. Potem występował w zespołach Szachtar Pawłohrad i Zoria Ługańsk. Za granicą bronił barw klubów Xəzər Lenkoran, Kosonsoyets Kosonsoy i Polonia Warszawa. W 2001 zakończył w amatorskiej drużynie DPI Kijów.

## Kariera trenerska
Po zakończeniu kariery zawodniczej rozpoczął pracę trenerską. Najpierw trenował dzieci w klubach DJuSSz Dynamo Kijów, Eurobis Kijów, Arsenał Kijów oraz juniorską reprezentację Ukrainy. Potem trenował Nafkom Browary. W 2008 najpierw pomagał trenować klub Kniaża Szczasływe, a potem pełnił obowiązki głównego trenera drugiej drużyny. 9 kwietnia 2010 objął stanowisko głównego trenera Nywy Tarnopol, z którą pracował tylko do maja 2010 roku. W marcu 2011 został zaproszony na stanowisko głównego trenera FK Lwów, ale już 20 marca 2011 w pierwszym meczu wiosennej rundy kierował drużyną Ołeksandr Riabokoń, który powrócił do lwowskiego klubu. Od 2012 pracuje w sztabie szkoleniowym Stali Dnieprodzierżyńsk